# Actio in personam
Een actio  in personam is in de Romeinse rechtswetenschap een vordering, waarin een bepaald recht jegens een bepaalde persoon wordt geclaimd, dit ter onderscheiding van een actio in rem. Een dergelijk recht jegens een persoon wordt ook wel een relatief recht genoemd.
Kenmerkend voor een actio in personam is, dat, in geval de gedaagde de procedure verloor en niet aan de veroordeling voldeed, tenuitvoerlegging jegens zijn persoon kon plaatsvinden. In het vroege Romeins recht hield dit in dat de gedaagde ter dood gebracht werd of in slavernij in het buitenland gezonden werd. Later werd de veroordeelde gedaagde te werk gesteld ten behoeve van eiser, terwijl deze vorm van tenuitvoerlegging op zijn beurt verdrongen werd door inbeslagname en uitwinning van het gehele vermogen van de gedaagde.
Een typische actio in personam is een vordering tot betaling van een schuld, die jegens een bepaalde persoon, de schuldenaar, ingesteld wordt.